# C. Tangana
Antón Álvarez Alfaro (Madrid, 16 de julho de 1990), conhecido como C. Tangana, é um rapper, cantor e compositor espanhol conhecido por diversos gêneros musicais como  trap, pop latino, flamenco e reggaeton.
Ele começou sua carreira musical em 2006 sob o pseudônimo Crema, como membro do grupo Agorazein. Em 2017 ele ganhou destaque na cena musical internacional ao ganhar duas vezes disco de platina com Mala mujer. Em seguida ganhou também disco de platina com Llorando en la limo e disco de ouro com Bien duro. Também é conhecido por ser co-autor da canção Malamente, interpretada por sua ex companheira, Rosalía, pela qual ganhou em 2018 dois prêmios no Grammy Latino.
No seu disco de 2021, El Madrileño, conta com uma parceria com o músico brasileiro Toquinho na faixa Comerte Entera, que usa trechos da canção "Insensatez", de Tom Jobim e Vinicius de Morais.

## Biografia
C. Tangana estudou na escola San Viator em Madri até terminar o ensino médio, e mais tarde começou a se formar em Filosofia na Universidade Complutense de Madri, onde se formou. Durante seus estudos secundários, ele começou a entrar no mundo musical, sob seu pseudônimo Crema e começou a circular suas demos entre os jovens atraídos pelo rap underground.